# Liocarcinus pusillus
Espèce
Liocarcinus pusillus, le petit Portune, est une espèce de crabes de la famille des Carcinidae, des Portunidae ou des Polybiidae selon les classifications.

## Distribution
Cette espèce se rencontre dans l'Atlantique du Nord-Est.

## Référence
- Leach, 1815 : Arrangement of the Crustacea. Transactions of the Linnean Society of London, vol. 11, n. 2, p. 306-400.